# Xã Rolla, Quận Morton, Kansas
Xã Rolla (tiếng Anh: Rolla Township) là một xã thuộc quận Morton, tiểu bang Kansas, Hoa Kỳ. Năm 2010, dân số của xã này là 590 người.